# Hinko Hranilović
Dr sc. Hinko pl. Hranilović (1860. – 1922.), hrvatski zemljopisac

Studirao je u Grazu, Beču, Berlinu i Oxfordu, a doktorirao u Grazu. Hranilović se bavio teorijom zemljopisa, regionalnim zemljopisom i kršem. 
Bio je predstojnik katedre od 1893.do 1918., a profesor od 1908. Napisao je više djela među kojima valja izdvojiti:
- Prilozi sintetičko-analitičkom postupku – Geografske metode (1893.)
- Uvod u metodiku znanstvene geografije (1896.)
- Geomorfološki problemi iz hrvatskoga krša (1901.)
- prvi osvrt na hrvatski zemljopis Novi smjer naše geografije (1902.) i
- Zemljopisni i narodopisni opis kraljevina Hrvatske, Slavonije i Dalmacije (1905.).

Zajedno s botaničarem dr sc. Antunom Heinzom osnovao je Hrvatsko geografsko društvo 1897., kao dio Hrvatskog prirodoslovnog društva, što je imalo posebno značenje za razvoj zemljopisne struke i znanosti u Hrvatskoj. 
Ova je znanstvena i strukovna udruga nastavila s djelovanjem uz kraće prekide sve do danas, posebice od 1947. kada je nastojanjima akademika Josipa Roglića obnovljena i osamostaljena.